# تشويمي تشن
تشومي تشن Xuemei Chen (من مواليد عام 1966) هي عالمة أمريكية صينية في الأحياء الجزيئية. نشأت في مدينة هاربين، في شمال شرق الصين، وأصبحة مواطنة أمريكية في عام 2001. تشغل منصب أستاذة كرسي فوروتا في قسم علم النبات في جامعة كاليفورنيا، ريفرسايد. تم انتخابها كعضوة في الأكاديمية الوطنية الأمريكية للعلوم في عام 2013.

## بداية حياتها وتعليمها
حصلت تشن على أعلى درجة في امتحان المدرسة الثانوية في مقاطعتها مشاركةً مع أحد زملائها، وقُبلت لدراسة فسيولوجيا النبات في جامعة بكين، حيث تخرجت في عام 1988. منحها برنامج الفحص والتطبيق للكيمياء الحيوية بين الصين والولايات المتحدة منحة دراسية إلى كلية الدراسات العليا في جامعة كورنيل. بينما كانت معهد بويس طومسون الخاص بالجامعة، درست التعبير الجيني gene expression للبلاستيدات الخضراء وحصلت على شهادة الدكتوراه في عام 1995. أجرت أبحاث ما بعد الدكتوراه (في علم الوراثة لتطريز الأزهار floral patterning) في معهد كاليفورنيا للتكنولوجيا.

## حياتها المهنية
في عام 1999 بدأت تشن العمل كأستاذة مساعدة في معهد واكسمان لعلم الأحياء الدقيقة في جامعة روتجرز. في عام 2002، كانت جزءًا من فريق اكتشف أنّ جزيء الحمض النووي الريبوزي الميكروي MicroRNA موجود في النباتات. نتيجةً لذلك، فازت بزمالة أبحاث مجلس الأمناء للتميز العلمي في عام 2005 تزامناً مع ترقيتها إلى رتبة أستاذة مشاركة؛ في عام 2005 انتقلت إلى جامعة كاليفورنيا، ريفرسايد وتمت ترقيتها إلى رتبة أستاذة في عام 2009. في عام 2011، تم تعيينها كزميلة في الجمعية الأمريكية للتقدم العلمي نتيجة "اكتشافاتها الرائدة في مجال بيولوجيا النبات في عملية الاستقلاب الغذائي لجزيء الحمض النووي الريبوزي الصغير وتطوير النبات." وفي نفس العام، حصلت على لقب باحثة في بيولوجيا النبات (وهي جائزة قدرها 1666665 دولار أمريكي) من معهد هوارد هيوز الطبي ومؤسسة جوردون وبيتي مور. في عام 2013، تم انتخاب تشن كعضوةٍ في الأكاديمية الوطنية للعلوم: حيث كانت العضوة الثالثة من مركز جامعة كاليفورنيا، ريفرسايد لبيولوجيا الخلايا النباتية والعضوة السادسة من كلية العلوم الطبيعية والزراعية في الجامعة.

## أبحاثها
باستخدام نبات الأرابيدوبسيس كنموذج، درست شين في مختبرها بيولوجيا الحمض النووي الريبوزي RNA الصغير، المصنفة إلى الحمض النووي الريبوزي الميكروي microRNA والحمض النووي الريبوزي المتداخل interfering RNAs في النباتات. من خلال اللجوء لأساليب جينية وكيميائية حيوية وجينومية، درست تشن مع فريقها الآليات الجزيئية التي تحكم النشوء الحيوي biogenesis، والتحلل degradation، وطريقة عمل الحمض النووي الريبوزي الصغير. تشتهر تشن باكتشاف خطوة أساسية في النشوء الحيوي للحمض النووي الريبوزي الصغير - مَثيَلَة الحمض النووي الريبوزي الميكروي والحمض النووي الريبوزي المتداخل على الريبوز الطرفي 3 الخاص بهم بواسطة ناقل الميثيل HEN1 الخاص بالحمض النووي الريبوزي المتداخل الصغير. أظهرت الدراسات اللاحقة بواسطة علماء آخرين أنه يتم مَثيَلَة الحمض النووي الريبوزي المتآثر مع بيوي piwi-interacting RNAs بواسطة الصبغيات المتماثلة HEN1 في الحيوانات. أدت الجهود المبذولة للكشف عن دور المَثيَلَة في استقلاب الحمض النووي الريبوزي الصغير إلى مزيد من الدراسات الرائدة عن الآليات الجزيئية لتحلل الحمض النووي الريبوزي الصغير. اكتشف الباحثون عمليتين جزيئيتين تحللان الحمض النووي الريبوزي الصغير والأسباب الرئيسية لهذه العمليات. كما تبين أنّ عمليات دوران الحمض النووي الريبوزي الصغير RNA turnover هي محفوظة في الحيوانات. يدرس مختبر تشن أيضاً آليات تحديد مصير الخلايا في نمو النبات، وكشف عن أدوار مهمة للحمض النووي الريبوزي الميكروي في تشكيل أعضاء الأزهار. كشفت الدراسات الحديثة عن التقسيم تحت الخلوي للحمض النووي الريبوزي الصغير بين العصارة الخلويةcytosol  وحجرات الغشاء الخلوي membrane compartments، وبدأت في تضمين نظام الغشاء الداخلي endomembrane system في النشاط والحركة بين الخلوية للحمض النووي الريبوزي الصغير.